# 不老温泉 (長野県)
不老温泉（ふろうおんせん）は、かつて長野県佐久市にあった温泉。保養センター湖月荘があった。

## 泉質
- 泉質:含鉄泉

## 温泉街
不老温泉を利用した保養所として「保養センター湖月荘」（本館建物延床面積1,264平方メートル）があった。1976年（昭和51年）10月、当時の南佐久郡臼田町が町民に対し、福祉・娯楽を提供する場として営業開始。町内唯一の温泉として町民から親しまれ、1994年（平成6年）度には日帰り・宿泊客を合わせて最多となる2万2,322人が訪れた。その後、利用者数は減少。成分検査で温泉としての基準を満たしていないことが判明した2004年（平成16年）度の利用者数は8,131人、翌2005年（平成17年）度には5,448人まで落ち込み、同年度は1,537万1,000円を市の一般会計からの繰入金でまかなうという赤字経営であった。パイプからの漏水など施設自体の老朽化や、飲料水を沢水でまかなっていた等の諸問題を解決するためには億単位もの多額の費用負担を必要とした。施設の運営は2002年（平成14年）度より民間への委託によって行われていたが、2006年（平成18年）度の公募で応募業者がおらず、休業を余儀なくされた。市は2007年（平成19年）3月の市議会で廃止を決定し、建物は解体。備品は市内の公共施設に転用されたほか、飾られていた大工原武司による絵画1点が佐久市立近代美術館へと移管された。

## 周辺
- 雨川ダム
- 日本で海から一番遠い地点
- 龍岡城跡
- 新海三社神社

## アクセス
- JR小海線臼田駅からタクシー約15分
- 上信越自動車道佐久ICから国道141号･県道93号線経由、約15キロ、約30分